# Hrabstwo Hartford

Piramida wieku hrabstwa

Hrabstwo Hartford (ang. Hartford County) to hrabstwo w stanie Connecticut w Stanach Zjednoczonych. Hrabstwo zajmuje powierzchnię 1 943,97 km². Według szacunków US Census Bureau w roku 2006 miało 876 927 mieszkańców.

## Miejscowości
| - Avon - Berlin - Bloomfield - Bristol - Burlington | - Canton - East Granby - East Hartford - East Windsor - Enfield | - Farmington - Glastonbury - Granby - Hartland - Hartford | - Manchester - Marlborough - New Britain - Newington - Plainville | - Rocky Hill - Simsbury - South Windsor - Southington - Suffield | - West Hartford - Wethersfield - Windsor - Windsor Locks |